# Kelimutu
Le Kelimutu est un volcan au centre de l'île de Florès dans le Sud de l’Indonésie.

## Toponymie
En langue lio, parlée sur ses pentes, Keli mutu signifie « la montagne bouillonnante ».

## Géographie
Il possède trois lacs de cratère au sommet, aux couleurs variées et changeantes :
- le Tiwu Ata Mbupu (lac des gens âgés), isolé des deux autres, et situé le plus à l'ouest, de couleur noire (en 2007) ;
- le Tiwu Nuwa Muri Koo Fai (lac des jeunes hommes et jeunes filles), lac acide de couleur vert turquoise (en 2007) ;
- le Tiwu Ata Polo (lac ensorcelé ou enchanté), séparé du précédent par un simple rempart, de couleur rouge-brun foncé (en 2007) et de couleur turquoise (en 2025).

La couleur de chacun des lacs varie dans le temps, notamment en fonction de la composition chimique des eaux. Des remontées de matières actives se déroulent aux deux lacs les plus orientaux, probablement entretenues par les fumerolles subaquatiques. Les lacs sont une attraction touristique bien qu'ils aient été le théâtre d'éruption phréatiques mineures dans des temps historiques. Le sommet du volcan composé a une altitude de 1 639 m et est allongé sur 2 km dans une direction ONO-ESE ; les plus anciens des cônes volcaniques (Kelido et Kelibara) se situent respectivement à 3 km au nord et 2 km au sud.

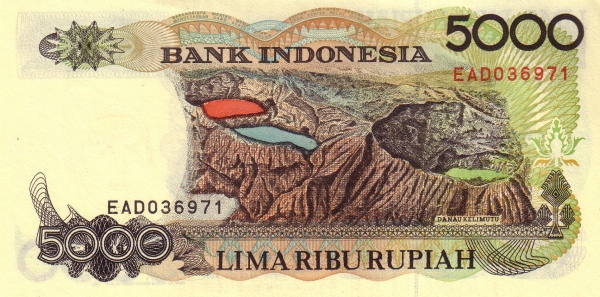
Les lacs de trois couleurs différentes représentés sur un billet de roupie indonésienne.